# رام رجا براساد سينغ
رام رجا براساد سينغ هو سياسي نيبالي، ولد في 1936 في نيبال، وتوفي في 12 سبتمبر 2012 في كاتماندو في نيبال. نشط حزبياً في Nepal Janabadi Morcha ‏.